# Scinax proboscideus
Scinax proboscideus é uma espécie de anfíbio da família Hylidae. Pode ser encontrada na Guiana, Suriname, Guiana Francesa e Brasil.